# Achillesaurus
Achillesaurus manazzonei
Genre
Genre
Achillesaurus (« lézard d'Achille ») est un genre fossile de dinosaures théropodes de la famille des Alvarezsauridae, découvert dans la formation Bajo de la Carpa (d) de la province du Rio Negro en Argentine, datée du Crétacé supérieur (étage Santonien), soit environ de 86 à 83 Ma (millions d'années).
Une seule espèce est rattachée au genre, Achillesaurus manazzonei, décrite par Agustín Martinelli (d) et Ezequiel Vera (d) en 2007.

## Étymologie
Le nom de genre Achillesaurus signifie « lézard d'Achille », en référence à certains de ses caractères ressemblant au talon d'Achille.
L'épithète spécifique, manazzonei, lui a été donnée en l'honneur de Rafael Manazzone, un paléontologue amateur, qui a fourni des informations importantes quant aux gisements de fossiles de Patagonie et qui a participé à de nombreuses excursions sur le terrain.

## Description
C'est un alvarezsauridé basal  relativement grand et contemporain de Alvarezsaurus. L'holotype de Achillesaurus (MACN-PV-RN 1116 du Muséum Argentin des Sciences Naturelles de Buenos Aires) est un squelette partiel incluant une vertèbre sacrée, quatre vertèbres caudales, des fragments d'un fémur gauche partiel, tibia et pied, ainsi qu'un ilium gauche.

## Classification
Agustín Martinelli et Ezequiel Vera, qui ont découvert le spécimen, ont réalisé une analyse phylogénétique et trouvé que ce nouveau genre appartient aux Alvarezsauridae.

## Publication originale
- (en) Agustín G. Martinelli et Ezequiel I. Vera, « Achillesaurus manazzonei, a new alvarezsaurid theropod (Dinosauria) from the Late Cretaceous Bajo de la Carpa Formation, Río Negro Province, Argentina », Zootaxa, Magnolia Press (d), vol. 1582, no 1,‎ 12 septembre 2007, p. 1 (ISSN 1175-5334 et 1175-5326, OCLC 49030618, DOI 10.11646/ZOOTAXA.1582.1.1, lire en ligne).